# Hoplocercidae
Hoplocercidae este o familie de șopârle.